# IBM Cloud Video
IBM Cloud Video, anciennement Ustream, est une plateforme en-ligne offrant des services en streaming pour plus de 80 millions d'internautes. La société a son siège à San Francisco, Californie, aux États-Unis. On dénombre au moins 180 employés répartis entre les bureaux de San Francisco, Los Angeles, et de Budapest en Hongrie. Les partenaires de la société incluent Panasonic, Samsung, Logitech, CBS News, PBS NewsHour, Viacom et IMG Media. Ustream fut longtemps présentée comme étant une plateforme de streaming disponible sur la PlayStation 4 de Sony.

## Histoire
Le projet Ustream a commencé lorsque les fondateurs (John Ham, Brad Hunstable, et le Dr. Gyula Feher) tentèrent de concevoir un moyen, pour leurs amis militaire déployés en Irak, de communiquer avec leurs familles. Le produit Ustream permettait aux soldats de parler en direct avec les membres de leur famille. Lancé en version bêta en mars 2007, Ustream devient l'un des principaux sites de retransmission vidéo en direct, concurrençant d'autres plateformes telles que Justin.tv, Veetle, Livestream, Bambuser, et BlogStar (anciennement Operator11.com). Ustream a été utilisé pour la communication officielle de plusieurs personnalités politiques, telles que Hillary Clinton, Barack Obama, John Edwards et à celle d'artistes comme Tori Amos et les Plain White T's. Des lifecasters comme iJustine & E-TARD The LifeCaster se sont également fait connaître grâce à la plateforme. D'autres comme Robert Scoble, Leo Laporte, Chris Pirillo et Klasic Kumputerz ont également utilisé Ustream.
En janvier 2016, Ustream est racheté par IBM en vue de constituer un pôle vidéo (IBM Cloud Video) avec l'acquisition de Clearleap en 2015. La direction historique de UStream quitte progressivement la société depuis début 2018, laissant les équipes de IBM aux commandes.
Le 1er avril 2018, Ustream devient IBM Cloud Video.

## Services
Le service standard de Ustream est gratuit et sponsorisé par publicité. Un service payant appelé Watershed était disponible, et dispensait les utilisateurs de publicité. En 2013, Ustream change le programme Watershed pour les Pro Broadcasting Services. Ustream utilise un service de protection des droits d'auteur présenté par Vobile,.

## Accueil
En 2007 et 2008, Ustream remporte le prix de « Webware 100 » attribué par CNET. En 2008, Ustream remporte le People's Choice Award attribué par SXSW. En 2010, Ustream, Inc. est reconnue dans la catégorie des « sociétés les plus hot de Silicon Valley » par Lead411. En 2013, Ustream signe un partenariat avec SuiteSpot, Mullen et Unit 9 remporte un Shorty Award dans la catégorie « Best Mid-Sized Agency ».